# Кигома (область)
Кигома (суахили Mkoa wa Kigoma, англ. Kigoma) — одна из 30 областей Танзании. Имеет площадь 45 066 км², из которых 37 037 км² принадлежат суше, по переписи 2012 года её население составило 2 127 930 человек. Административным центром является город Кигома.

## География
Расположена на северо-западе страны, граничит с Демократической Республикой Конго и Бурунди, имеет выход к озеру Танганьика.

## Административное деление
Область подразделяется на 7 округов:
- Кибондо
- Касулу
- Кигома городской
- Кигома сельский
- Бухигве (Buhigwe)
- Каконко (Kakonko)
- Увинза (Uvinza)

## Населённые пункты
- Бухоро
- Илагала
- Каконко
- Кандага
- Касулу
- Кибвеса
- Кибондо
- Кумсенга
- Лагоса
- Нкалинзи
- Ньякитонто
- Симбо
- Увинза